# Episodi di ABC Afterschool Specials (nona stagione)
La nona stagione della serie televisiva ABC Afterschool Specials è stata trasmessa negli Stati Uniti d'America dalla ABC dal 24 settembre 1980 al 18 marzo 1981.
In Italia la serie è inedita.
| nº | Titolo originale          | Titolo italiano | Prima TV USA      | Prima TV Italia |
| -- | ------------------------- | --------------- | ----------------- | --------------- |
| 1  | A Family of Strangers     |                 | 24 settembre 1980 |                 |
| 2  | Schoolboy Father          |                 | 15 ottobre 1980   |                 |
| 3  | The Gymnast               |                 | 28 ottobre 1980   |                 |
| 4  | Stoned                    |                 | 12 novembre 1980  |                 |
| 5  | A Matter of Time          |                 | 11 febbraio 1981  |                 |
| 6  | Run, Don't Walk           |                 | 4 marzo 1981      |                 |
| 7  | My Mother Was Never a Kid |                 | 18 marzo 1981     |                 |